# Antropologia marksistowska
Antropologia marksistowska – perspektywa w antropologii społecznej, która korzysta z idei marksistowskich. Główne pojęcia stosowane w antropologii marksistowskiej, takie jak sposób produkcji, baza i nadbudowa, podział na centrum i peryferie zostały zaczerpnięte z dzieł Karla Marksa.
Można wyróżnić trzy sposoby posługiwania się marksizmem w antropologii. Pierwszy z nich obejmuje bezpośrednie korzystanie z dzieł Marksa i Engelsa dotyczące tematów antropologicznych, które zainspirowały antropologię rosyjską i sowiecką, jak również i chińską. Inną drogą podążyli antropolodzy wywodzący się z powstałej w latach 60. XX wieku szkoły marksistowskiej bazującej na pracach teoretyków marksistowskich. Działała ona głównie we Francji, Holandii, Wielkiej Brytanii, Skandynawii, Ameryce Łacińskiej, Afryce Południowej i Indiach. Ostatnim rodzajem uprawiania antropologii nawiązującej do marksizmu jest posługiwanie się „postmarksistowskim” obszarem wiedzy. Obejmuje on działanie badaczy zaznajomionych z marksizmem, ale nie korzystających w sposób dogmatyczny z jego założeń.

## Główne hasła występujące w antropologii marksistowskiej
Zbudowane są na bazie teoretycznych rozważań Marksa. Antropologia marksistowska skupia się na badaniu zależności pomiędzy sposobem produkcji a stosunkami społecznymi, organizacją władzy, wpływem ekonomii na politykę i struktury społeczne.
Sposób produkcji w antropologii marksistowskiej to wzajemne oddziaływanie między stosunkiem produkcji a siłami wytwórczymi. Przy czym stosunek produkcji określa sposób przyswajania przez społeczeństwo nadwyżki siły roboczej i dystrybucji środków produkcji związanych z tym procesem. Jednostki są zaangażowane w działania gospodarcze takie jak np. rolnictwo, pasterstwo, które stanowią podstawę środków produkcji. Wśród antropologów marksistowskich znaleźli się również tacy, którzy gospodarstwo domowe pojmują jako jednostkę, która wytwarza i rozprzestrzenia dobra, tym samym zakładali oni również, że wraz ze wzrostem komplikacji i złożoności sposobu produkcji wyłaniają się poszczególne etapy sposobu produkcji np. rodowe, feudalne czy kapitalistyczne.
Termin odnoszący się do bazy i nadbudowy wchłonięty został przez antropologów marksistowskich bezpośrednio z filozofii Marksa. Bazę (inaczej infrastrukturę) stanowi społeczeństwo wraz ze sposobami produkcji i technikami pozyskiwania środków potrzebnymi do utrzymania, którymi się posługuje. Natomiast nadbudowa (nadstruktura) to system wierzeń, ideologia mniej powiązana z samą produkcją.
Obok sposobu produkcji, bazy i nadbudowy antropolodzy marksistowscy często korzystają z podziału na centrum i peryferie. Gdzie centrum to miejsce sprawowania władzy np. stolica kraju, natomiast peryferie są określane i zależne od rozporządzeń wydanych w centrum np. obszary wiejskie.

## Antropologia Marksa i Engelsa
Największy pożytek antropologia marksistowska czerpie z prac młodego Marksa, jak również z dzieła Engelsa Pochodzenie rodziny, własności prywatnej i państwa. Zarówno Marx, jak i Engels posługują się ewolucjonizmem społecznym, w ich pracach społeczeństwa rozwijają się, ewoluują. Najpierw mamy do czynienia ze społeczeństwami prymitywnymi, następnie nadchodzi starożytność, która ewoluuje do systemu feudalnego aż dochodzimy do ustroju kapitalistycznego, po nim następuje społeczeństwo komunistyczne. Rozwój społeczeństwa jest według Marksa determinowany poprzez nieustanną walkę klas. Antropolodzy marksistowscy wykorzystują pojęcie „klasy społecznej” i prowadząc badania empiryczne umiejscawiają ją w danym kontekście społecznym i politycznym bazując na określonej społeczności.
Bezpośrednio z osiągnięć Marksa korzystała również antropologia Związku Radzieckiego i Chińskiej Republiki Ludowej. Wpływ komunizmu w tych krajach przekładał się bezpośrednio na teorie naukowe. Rzutowało to również na mniejsze zainteresowanie teoriami marksistowskimi w antropologii krajów Ameryki Północnej i Europy. W latach 50. XX wieku w Wielkiej Brytanii zwolennicy marksizmu nie mieli dostępu do terenów badawczych natomiast w Stanach Zjednoczonych nie byli zatrudniani na uniwersytetach. Antropologiczna myśl marksistowska nie rozwijała się poza obrębem byłych krajów komunistycznych do lat 60. XX wieku.

## Marksizm strukturalny
Opiera się on głównie na przywiązywaniu dużej wagi w analizie naukowej do nadbudowy. Strukturaliści marksistowscy uważają, że to co dotyczy wierzeń, pokrewieństwa czy ideologii łączy się bezpośrednio z bazą, tzn. ze strukturą społeczną. Zdarzały się również sytuacje, w których redefiniowano pojęcie bazy, uwzględniając w nim to, co według konserwatywnych marksistów powinno być przyporządkowane nadstrukturze. Zwolennikiem tego podejścia był protegowany Lévi-Straussa, Maurice Godelier. Dużą część kariery antropologa poświęcił na zajmowanie się zjawiskami typowymi dla tej dziedziny, prowadził również badania etnograficzne na wyspach Melanezji. Inspirował się marksizmem i strukturalizmem. W latach siedemdziesiątych XX wieku Godelier zainteresował się również sposobami produkcji, ich analizą i opisem. W swoim strukturalizmie uwzględnił ekologię kulturową, ponieważ zwrócił uwagę na relację związków zachodzących pomiędzy społeczeństwem a techniką i środowiskiem. Ekologia kulturowa różniła się jednak w znaczący sposób od marksizmu strukturalnego. Pierwsza dziedzina kładła nacisk na działanie indywidualne, natomiast marksizm analizował społeczeństwo i jego działania, gospodarkę postrzegał jako sposób produkcji, a kulturę jako ideologię.
Marksizm strukturalny podejmował również temat klasyfikacji, skali i integracji sposobów produkcji. Współczesne formy polityczne i ekonomiczne przestały pasować do schematu, którym posługiwali się dotąd antropolodzy marksistowscy, badając zależności społeczno-gospodarcze pod kątem podziału klas w obrębie społeczeństwa, obecnie musieli wziąć pod uwagę podział społeczeństw centrum i peryferii.
Pojawiło się wielu antropologów, którzy krytykowali marksizm strukturalny. Jednym z nich był Marshall D. Sahlins, odrzucił on ten nurt, ponieważ doszedł do wniosku, że marksizm strukturalny nie zwraca należnej uwagi na rolę kultury, tym samym nie daje odpowiedzi dotyczących funkcjonowania społeczeństw przedkapitalistycznych. Inny amerykański antropolog, Marvin Harris, również kwestionował marksizm strukturalny zarzucając mu za duży związek ze strukturalizmem i brak podejścia materialistycznego. Harris stworzył nowy nurt zwany „materializmem kulturowym”, w którym to czynniki materialne definiowały, kierowały i wytwarzały kulturę.

## Antropologia marksistowska

### Według Maurice Godeliera
Maurice Godelier był nie tylko zwolennikiem strukturalizmu, ale również zajmował się analizowaniem teorii marksistowskich. W swojej działalności naukowej starał się połączyć te dwa prądy intelektualne. Zdawał sobie sprawę z ograniczeń marksizmu wobec analizy społeczeństw pierwotnych. Uważał, że to stosunki pokrewieństwa determinowały strukturę społeczną ludów pierwotnych. Natomiast stosunki produkcji były mało istotne dla formowania się społeczeństw przedkapitalistycznych. Według Godeliera pokrewieństwo było częścią zastanej rzeczywistości wśród plemion pierwotnych, nie wymagało ono uzasadnienia i odgrywało istotną rolę w jego budowie. Było więc, w jego rozumowaniu, tym co Marx określał mianem bazy. System pokrewieństwa można odnaleźć wszędzie, wpływa on na organizowanie produkcji dóbr i ich podział.
Godelier odchodził od marksistowskiego podziału na klasy społeczne i ich nieustającej walki. Twierdził, że plemiona pierwotne są solidarne i cechuje je wzajemność, zwłaszcza podczas produkcji dóbr. Nie widział konfliktów i walk pomiędzy jednostkami w grupie. Jego zreinterpretowana wersja ideologii Marksa wyłaniała się bez pojęcia walki klas i co za tym idzie, przemiany społecznej. Zahaczała więc o radziecką wizję socjalistycznego państwa, opartego na równości obywateli, ich jedności jako społeczeństwa, tym samym braku wolności jednostki.
Według Godeliera dzieła Marksa różnią się w zależności od czasu ich powstawania. Młody Marx tworzył w duchu ewolucjonizmu, korzystając z materializmu historycznego. Natomiast dzieła dojrzałego Marksa zbliżone są, w pojęciu Godeliera, do strukturalizmu. Ponieważ m.in. w Kapitale Marx postanawia przejść z analizy empirycznej społeczeństw do wysnuwania głębszych teorii, które mogą stać się pewnym ogólnym modelem. Właśnie takim podejściem do badań charakteryzuje się strukturalizm.

### Według Claude’a Meillassoux
Claude Meillassoux, afrykanista i badacz terenowy, na którego marksizm wywarł duży wpływ, w swoich pracach dużą wagę przywiązywał do materializmu historycznego. Nie zgadzał się z założeniami strukturalistów, w tym Godeliera, krytykował również Lévi-Straussa za jego analizę społeczeństw lineażowych. W 1964 roku ukazała się jego książka L’Anthropologie économique des Gouros de Côte d’Ivoire, która miała duży wpływ na badaczy zajmujących się antropologią marksistowską. Autor nie wzoruje się na ewolucjonizmie Marksa, ale obejmuje konkretne społeczeństwo i analizuje jego system gospodarczy. Opisuje przejście społeczeństwa samowystarczalnego na rolnictwo, handel i jego udział w kapitalizmie. Zainspirowany szkołą Balandiera w swoich pracach analizował społeczeństwa uwzględniając również ich historię (antropologia dynamiczna).
Meillassoux twierdził, że antropolodzy zbyt małą uwagę zwracają na rolę produkcji i konsumpcji w społeczeństwach, uważał również, że są to czynniki, które w dużej mierze determinują strukturę całego społeczeństwa, podział władzy i politykę. Sugerował, że społeczeństwo pierwotne nie różni się od społeczeństw nowoczesnych, gdyż w każdym przypadku to siły wytwórcze i stosunki produkcji stanowią fundament zmian zachodzących wewnątrz każdej społeczności. Często również korzystał z założeń funkcjonalizmu, badał zjawiska przez pryzmat ich funkcji. Zajmował się gospodarką plemienia Gouro, wysnuł hipotezę, że jest ona rezultatem przenikania się ze sobą różnych sposobów produkcji. Analizował tradycyjny system gospodarczy Gouro, jak również jego reformy w okresie kolonializmu w końcu również i włączenie plemienia na międzynarodowy rynek.
W 1975 napisał książkę Femmes, greniers et capitaux, w której to stanął w opozycji do teorii Godeliera, pisząc, że to baza ekonomiczna określa model stosunków społecznych, negując tym samym wpływ nadbudowy – systemu pokrewieństwa – na życie danej społeczności.
Meillassoux opisując gospodarkę ludów pierwotnych posługiwał się podziałem na:
- gospodarkę, w której ziemia jest przedmiotem pracy, gdzie społeczeństwa użytkują ją bezpośrednio, nie pracują na danym terenie, nie uprawiają ziemi, jedynie sięgają po jej gotowe produkty, np. społeczeństwa zbierackie, łowieckie.
- gospodarkę, w której ziemia jest narzędziem pracy, czyli wśród społeczności rolniczych, które muszą poświęcić czas i energię by w ten sposób wykorzystać ziemię i wyprodukować żywność.

W pierwszym przypadku nie wytwarza się grupa produkcyjna, nie ma podziału na organy władzy, stałego miejsca bytowania, całe społeczeństwo migruje, często odrzuca się osoby schorowane, starsze, nie ma trwałych więzi społecznych, system pokrewieństwa nie jest istotny podobnie jak obrzędy przejścia, przynależność do danej grupy określa stosunki społeczne, mężczyźni, wojownicy wywierają wpływ na losy pozostałych ludzi w danej grupie, tworzą prototyp klasy społecznej. Meillassoux podkreśla to jaki związek ma rodzaj uprawianej gospodarki na formowanie się społeczeństwa. Drugi sposób korzystania z ziemi przez ludy pierwotne również na to wskazuje. Rolnictwo wymaga czasu i dużego wkładu pracy, stałego miejsca zamieszkania. Przekłada się to na zacieśnienie więzi między ludźmi, współpracę. Ludzie tworzą określone zasady funkcjonowania w obrębie tego społeczeństwa, powstają zakazy i nakazy, instytucje, rozwijają się klasy społeczne. Meillassoux uważa, że materializm dialektyczny reguluje również życie społeczeństw pierwotnych, gospodarka nadal tworzy bazę i kształtuje nadbudowę polityczną i władzy.

## Marksizm kulturowy
Marks nie uważał kultury za dziedzinę autonomiczną, uznawał, że jest ona dziedziną ideologii, a więc wyrazem kapitalistycznych relacji produkcji. Niektórzy z badaczy podjęli jednak analizy kultury z marksistowskiego punktu widzenia, szczególny wpływ wywarła szkoła frankfurcka (zwłaszcza Theodor Adorno, Walter Benjamin, Herbert Marcuse) czy aktywny w okresie przedwojennym włoski filozof Antonio Gramsci a także brytyjski literaturoznawca Raymond Williams. Przykładowo Teodor Adorno analizował status dzieła sztuki w kapitalizmie z perspektywy marksistowskiej. Uznawał, że kultura masowa przekształca sztukę w towar i degraduje jej wartość.
Analizy kultury z marksistowskiego punktu widzenia zainteresowały niektórych antropologów takich jak Micheal Taussing czy Jean Comaroff. Obaj naukowcy starali się dowiedzieć w jaki sposób kultury lokalne mogą być źródłem oporu wobec kapitalizmu.
W latach 90. XX wieku w kręgu skrajnej prawicy w USA pojęcie "marksizmu kulturowego" zaczęło funkcjonować jako rodzaj teorii spiskowej, w myśl której członkowie szkoły frankfurckiej dokonali przełożenia marksizmu z pola ekonomii na pole kultury i stworzyli rzekomo totalitarną ideologię poprawności politycznej. Pojęcie to zostało użyte przez Andersa Breivika dla uzasadnienia jego zamachów terrorystycznych, Breivik twierdził, że jego celem jest walka z "marksizmem kulturowym". Propagatorami takiego rozumienia tego pojęcia są tacy autorzy jak Patrick Buchanan, Gerald Atkinson, William Lind, Michael Minnicino.
Prawidłową nazwą tego zjawiska, przeciwko któremu występują jego przeciwnicy jest postmodernizm filozoficzny (szczególnie teoria poststrukturalizmu), który nie ma korzeni marksistowskich lecz czerpie obficie z myśli Nietzschego i Heideggera.

## Ekonomia politycznaw obrębie antropologii
Jedna z możliwości uprawiania antropologii marksistowskiej ze szczególnym uwzględnieniem historii. Postulująca, że nie można badać społeczności, tym samym jednostek wchodzących w jej skład, w oderwaniu od ich ekonomicznego, politycznego czy ideologicznego aspektu. Jej zwolennicy przeważali w Ameryce Północnej i krajach Trzeciego Świata. Głównym tematem ich rozważań była analiza związków zachodzących pomiędzy tym co „lokalne” a tym co „globalne”, uwzględniając przy tym zarówno kulturę, jak i gospodarkę. Do refleksji badawczych na ten temat zainspirowała antropologów teoria Immanuela Wallersteina dotycząca pojęcia „systemu światowego”.
Ekonomia polityczna odbiegała od podejścia materializmu strukturalnego, który za nad to skupiał się na systemach i stosunkach produkcji w obrębie małych społeczeństw. Krytykowała również marksizm Meillassoux, podważając jego teorię o współistnieniu przedkapitalistycznych i kapitalistycznych sposobów produkcji.

## Antropologia postmarksistowska
Obejmuje dział antropologii, który nie korzysta bezpośrednio z dzieł Marksa, ale wymaga od badaczy zaznajomienia się z jego teoriami, by zaczerpnąć z nich nie tylko gotowe wzorce, ale przede wszystkim skupić się na tym, czego Marks nie rozwija, nie podejmuje się zgłębić, przeanalizować. Te właśnie niezbadane rejony mogą stanowić ciekawą podstawę dla rozważań ówczesnych antropologów.
Marksizm wykorzystywany jest również jako narzędzie analizy w dziedzinie antropologii, gdzie ważne jest uwzględnienie dynamicznego charakteru społeczeństw. Marksizm kieruje badaczy by w swoich analizach uwzględnili kontekst międzynarodowy i historyczny danej społeczności, a także by zwrócili uwagę na sposób wytwarzania dóbr, który przekłada się na wewnętrzne zależności tejże grupy.
Antropolodzy mogą posługiwać się marksizmem w wieloraki sposób w zależności od tego z jakich szkół, tradycji się wywodzą i w jakim kierunku pragną podążać, czy będzie to ewolucjonizm, strukturalizm, funkcjonalizm albo dyfuzjonizm. W każdym z nich można podejmować inny aspekt ideologii Marksa, w inny sposób interpretować, podawać w wątpliwość.

## Antropolodzy posługujący się marksizmem
- Leslie White
- Roger Keesing
- Marshall Sahlins
- Marvin Harris
- Maurice Bloch
- Eric Wolf